# 龙洞街道 (广州市)
龙洞街道，是中华人民共和国广东省广州市天河区下辖的一个乡镇级行政单位。
龙眼洞又称龙洞。在广州城区东北郊、广汕公路北侧。宋代建村，原洞田中有9个小村庄，取“九龙归洞”之意，简称龙洞。

## 行政区划
龙洞街道下辖以下地区：
中南社区、上社社区、西社社区、育龙社区、绿洲社区和林海社区。

## 交通

### 地铁
█6号线：植物园站、龙洞站